# بنية العقل العربي (كتاب)
بنية العقل العربي- كتاب للمفكر الفيلسوف المغربي محمد عابد الجابري، ويمثل الكتاب الحلقة الثانية من سلسلة "نقد العقل العربي"، والكتاب تمت طباعته لأكثر من مرة،
ربما تصل إلى أكثر من 14 طبعة ( 1986م، 2007م، 2009م، 2017م، 2021م)، وكانت الطبعة الأولى منه في عام 1986م.
ويقصد الجابري بالعقل العربي هنا، جملة المبادئ والقواعد التي تقدمها الثقافة العربية الإسلامية للمنتمين إليها كأساس لاكتساب المعرفة، وتفرضها عليهم كنظام معرفي، أي بوصفها جملة من المفاهيم والإجراءات التي تعطي للمعرفة في فترة تاريخية ما بنيتها اللاشعورية. وهذا يعنى برأيه المطابقة بين بنية العقل العربي والثقافة العربية الإسلامية، بنيتها اللاشعورية، خلال فترة تاريخية معينة.

## عن الكتاب
يتناول هذا الجزء الثاني من سلسلة كتب "نقد العقل العربي"، بنية العقل العربي، من خلال إجراء دراسة تحليلية نقدية لنظم المعرفة في الثقافة العربية الإسلامية. يفكك الجابري بنية العقل العربي في هذا الجزء إلى ثلاثة حقول معرفية، لكل منها عالمه من التصورات والمعارف والمقاربات، الذي يدخل في علاقة منافسة وصدام مع العوالم المعرفية الأخرى. وينظر الكتاب إلى هذه الحقول المعرفية الثلاثة لا من خلال مضمونها الإيديولوجي أو محتواها الميتافيزيقي، ولكن ينظر إليها من خلال نظامها المعرفي، لذا لا يهتم الكتاب بتحليل المذاهب والعقائد الفكرية والمقارنة بينها، بل يحلل الأسس التي تستند إليها عملية تحصيل المعرفة وترويجها داخل كل حقل من هذه الحقول.
والنظم المعرفية الثلاثة التي حللها الجابري، يؤسس كل منها آلية خاصة في إنتاج المعرفة. ويمكن الإشارة إليها بالعقل البياني، والعقل العرفاني، والعقل البرهاني. وهذا ما يذكرنا بطريقة صدر الدين الشيرازي المعروف بصدر المتأهلين في التفلسف في كتابه "الحكمة المتعالية" عندما اعتبر أن الحقيقة يتم نيلها أولاً عن طريق البرهان، ومن ثم عبر مجاهدات ومكاشفات العرفان، وأخيرًا عبر تأييدها وتثبيتها بآيات من القرآن الكريم. فهل يمكن القول أن الجابري تأثر بالشيرازي هنا؟
اعتمد الجابري في هذا الكتاب مصطلح الحقول المعرفية الثلاثة، من حيث تحليل الأسس التي تستند إليها عملية تحصيل المعرفة وترويجها داخل كل حقل، وهي: البيان (كفعل معرفي هو: الظهور والاظهار، والفهم والافهام، وكحقل معرفي هو عالم المعرفة الذي تبنيه علوم اللغة وعلوم الدين)، وهناك العرفان (كفعل معرفي هو: الكشف أو العيان، وكحقل معرفي هو عبارة عن خليط من هواجس وعقائد وأساطير تتلون بلون الدين الذي تقوم على هامشه)، أما البرهان (كفعل معرفي هو: استدلال استنتاجي، وكحقل معرفي هو عالم المعرفة الفلسفية العلمية). والكتاب يتضمن اطلالة خاصة على الاتجاه التجديدي الذي عرفته الأندلس والمغرب وصراعه الطويل مع تيار التداخل التلفيقي. حيث اهتم الجابري بهذا الاتجاه الذي يمكن التأسيس عليه، والذي عرفته المغرب والأندلس منذ أوائل القرن الخامس الهجري نفسه مع ابن حزم وابن باجه وابن رشد والشاطبي وابن خلدون وغيرهم، إذ وجد لدى هؤلاء وحدة تفكير تتجلى في "توظيف جملة من المبادئ والمفاهيم والإجراءات المعرفية التي كانت تؤسس التفكير العلمي البرهاني في ذلك العصر وما زالت تؤسسه إلى اليوم". لكن هذا التيار التجديدي بقي يتيماً طوال ثلاثة قرون ولم يتحول إلى تيار مهيمن جارف، وإن حارب التقليد في عالم البيان والظلامية في عالم العرفان والشكلية في عالم البرهان.
انجز الجابري كتابه هذا، بعد الكتاب الأول من السلسلة والمسمى "تكوين العقل العربي" بأربع سنوات، ولما كان كتابه الأول قد أثار جدلاً واسعًا، وهجومًا ضاريًا من منتقديه وعلى راسهم جورج طرابيشي، وفتحي التريكي، وعلي حرب وغيرهم، كل ذلك جعل الجابري يعتمد في هذا الكتاب على معززات الخطاب ومقوياته بشكل أوسع، من أجل تأييد وتقوية وجهة نظره ومحتوى خطابه وتوصيله إلى القاريء كما يريد له أن يصل، ولعل هذا يكون الدافع في الاتكاء على ظاهرة التعزيز بشكل لافت فيه عن بقية كتبه الأخرى.

## محتويات الكتاب
يعالج الجابري بنية العقل العربي " دراسة تحليلية نقدية لنظم المعرفة في الثقافة العربية" من خلال أربعة أقسام تضمنها الكتاب، وبيانها كالتالي:

### القسم الأول: البيان
- مدخل: ما البيان
- الفصل الأول: اللفظ والمعنى (منطق اللغة ومشكل الدلالة).
- الفصل الثاني: اللفظ والمعنى (نظام الخطاب ونظام العقل)
- الفصل الثالث: الأصل والفرع (الخبر والاجماع وسلطة السلف)
- الفصل الرابع: الأصل والفرع (القياس البياني وإشكالية التعليل)
- الفصل الخامس: الجوهر والعرض (المكان والزمان ومشكلة السببية)
- الفصل السادس: الجوهر والعرض (العقل والوجود ومشكلة الكليات)
- خاتمة: البيان أصوله وفصوله

### القسم الثاني: العرفان
- مدخل: ما العرفان
- الفصل الأول: الظاهر والباطن ( الحقيقة بين التأويل والشطح).
- الفصل الثاني: الظاهر والباطن (المماثلة أو القياس العرفاني).
- الفصل الثالث: النبوة والولاية (العرفان الشيعي والزمان الدائري)
- الفصل الرابع: النبوة والولاية (العرفان الصوفي والزمان المنكسر).
- خاتمة: العرفان (المماثلة والأسطورة).

### القسم الثالث: البرهان
- مدخل: ما البرهان.
- الفصل الأول: المعقولات والألفاظ..والقياس البرهاني.
- الفصل الثاني: الواجب والممكن.. والنفس والمعاد.
- خاتمة: البرهان .. في خدمة البيان والعرفان.

### القسم الرابع: تفكك النظم.. ومشروع إعادة التأسيس
- مدخل: لحظتان متزامنتان.
- الفصل الأول: تفكك النظم واختلاط المفاهيم.
- الفصل الثاني: إعادة التأسيس
- خاتمة عامة: من أجل عصر تدوين جديد.

## اقتباسات من الكتاب
" إن ما ننشده اليوم من تحديث للعقل العربي وتجديد للفكر الإسلامي يتوقف ليس فقط على مدى استيعابنا للمكتسبات العلمية والمنهجية المعاصرة، مكتسبات القرن العشرين وما بعده، بل أيضا -ولربما بالدرجة الأولى- يتوقف على مدى قدرتنا على استعادة نقدية ابن حزم وعقلانية ابن رشد وأصولية الشاطبي وتأريخية ابن خلدون"
" لقد نظرنا إلى الثقافة العربية- الإسلامية ككل، وميزنا فيها ثلاثة قطاعات يشكل كل منها حقلاً معرفياً متميزاً أعني عالماً من التصورات والمعارف يكفي نفسه بنفسه، أو في الأقل يقدم نفسه كذلك، ويدخل في علاقة منافسة وصدام مع عوالم معرفية أخرى، ونظرنا إلى هذه الحقول المعرفية الثلاثة، لا من خلال مضمونها الأيديولوجي أو محتواها الميتافيزيقي، بل من خلال نظامها المعرفي بمعنى أن مركز اهتمامنا لم يكن تحليل العقائد والمذاهب الفكرية والمقارنة بينها، بل تحليل الأسس التي تستند إليها عملية تحصيل المعرفة وترويجها داخل كل حقل"

## تحليل ونقد
يُعد الكتاب من أبرز أعمال محمد عابد الجابري يدخل صمن مشروعه الفكري الموسوم بـنقد العقل العربي. يسعى الجابري في هذا العمل إلى الكشف عن المحددات البنيوية التي أطّرت تشكل العقل العربي الإسلامي عبر العصور، وذلك باستخدام أدوات تحليل إبستمولوجي مستمدة من فلسفة المعرفة الغربية، ولا سيما من غاستون باشلار وفوكو وبورديو. يقوم المشروع على فرضية رئيسية مفادها أن العقل العربي ليس عقلًا كونيًا مجردًا، بل هو عقل تاريخي تشكل ضمن شروط ثقافية ومعرفية مخصوصة، انقسمت في نظره إلى ثلاث نظم معرفية: البيان (علوم اللغة والفقه والكلام)، والعرفان (التصوف والفكر الباطني)، والبرهان (المنطق والفلسفة). وقد عمل الجابري على تحليل كل بنية على حدة، مبرزًا آليات اشتغالها وحدودها في إنتاج المعرفة، ليخلص إلى أن غلبة البيان والعرفان وتهميش البرهان عطّلت انبثاق عقل نقدي حديث في الفكر العربي الإسلامي.يرى الجابري أن البنية البيانية تعتمد على النص وسلطة اللغة، وتشكلت في سياق الصراع المذهبي والفقهي، مما جعلها عقلًا تبريريًا تقليديًا. أما العرفان، فارتبط بالباطنية والإشراق والتصوف، وهو عقل يتجاوز الظاهر إلى الباطن من خلال الحدس والكشف، مما يجعله في نظره مناقضًا للمعقولية والعقلانية. أما البرهان، فهو الذي ارتبط بالفلسفة والمنطق اليوناني، لكنه بقي هامشيًا في الثقافة العربية الإسلامية بسبب هيمنة البيان والعرفان. بهذا التحليل، يسعى الجابري إلى تحرير العقل العربي من أسر البنيات اللاعقلانية، ويدعو إلى تأسيس "عقل برهاني" حداثي يستلهم النموذج الأندلسي-المغربي في توظيف المنطق في فهم الدين.وقد أثار هذا المشروع نقاشًا واسعًا في الأوساط الفكرية العربية. فبينما رأى فيه البعض محاولة جادة لتحرير العقل من سلطة التراث، اعتبره آخرون مشروعًا اختزالياً يعاني من الإسقاطات. انتقد الفيلسوف المغربي طه عبد الرحمن اعتماد الجابري على مفاهيم أجنبية عن السياق الإسلامي، معتبرًا أن المشروع وقع في "استلاب إبستمولوجي"، وأقصى البعد الروحي والأخلاقي للعقل الإسلامي. واعتبر عبد الله العروي أن تصنيفات الجابري للعقل تنطوي على تجريد مفرط، ولا تراعي تعقيدات الواقع الثقافي والتاريخي للفكر الإسلامي.في السياق ذاته، اعتبر برهان غليون أن الجابري استخدم التحليل التفكيكي دون تقديم بديل معرفي متكامل يعيد بناء الوعي العربي المعاصر، بينما رأى محمد أركون أن الجابري قدم بنية تحليلية جريئة، لكنها ظلت حبيسة النموذج الكانطي ولا تستطيع تجاوز الثوابت اللاهوتية للنص الإسلامي. أما رضوان السيد فاعتبر أن الجابري أعاد العقل إلى صيرورته النصية، دون تبيان الآليات التي تسمح بإعادة تفعيله في الحاضر.كما دافع بعض المفكرين عن مشروع الجابري، من بينهم سعيد بنسعيد العلوي، الذي رأى أن العمل يمثل لحظة مفصلية في الوعي العربي، رغم بعض الملاحظات حول تجاهل التجربة الدينية كمصدر عقلاني معرفي. كما اعتبرت فاطمة المرنيسي أن الجابري قدم مشروعًا تحرريًا مهمًا، لكنه لم يُعطِ أهمية كافية لدور المرأة في تشكيل العقل العربي وللأبعاد الجندرية في الثقافة الإسلامية. أما أكاديميًا، فقد أصبح الكتاب مرجعًا أساسيًا في برامج الدراسات الفلسفية والفكرية بعدة جامعات عربية، وشكّل مرجعًا حيويًا لعدد من المفكرين أمثال فهمي جدعان الذي تأثر بمقارباته البنيوية للتراث، وإن خالفه في بعض نتائجه، وعبد الإله بلقزيز الذي رأى فيه أساسًا ضروريًا لبناء فكر سياسي عربي عقلاني. كما خص الباحث السنغالي سليمان بشير ديان الكتاب بدراسة مقارنة ضمن الفكر الإسلامي الإفريقي، معتبرًا أن الجابري "أحدث زلزالًا معرفيًا داخل الحقل الإسلامي الحديث".هكذا، يظل كتاب *بنية العقل العربي* حجر زاوية في دراسات العقل والتراث العربي، بما أطلقه من جدالات وفتح آفاقًا جديدة لفهم الذات الثقافية العربية. وبين مؤيد وناقد، استطاع الجابري أن يضع العقل في قلب السؤال النهضوي العربي، ويصوغ مشروعًا للفكر النقدي المعاصر ما يزال موضوعًا للنقاش والتحديث إلى اليوم.